# Coronatus
Coronatus é uma banda alemã que mescla gothic metal à elementos de power metal. A banda se diferencia das outras por possuir duas vocalistas; Carmen R. Schaefer e Ada Flechtner, ambas com tons de voz diferentes. O grupo segue os mesmos caminhos de outros já consagradas no estilo, como Nightwish e Epica.
O primeiro contrato veio em meados de junho de 2007 com a gravadora Massacre Records e o primeiro CD Lux Noctis foi lançado em 21 de setembro do mesmo ano. O segundo álbum da banda foi lançado em 28 de novembro de 2008, Porta Obscura, sendo que a banda participou de vários concertos com grupos como Haggard e Within Temptation.
Em 29 de novembro de 2019 será lançado The Eminence Of Nature, novo álbum de estúdio do Coronatus, através da Massacre Records.

## Membros
- Katharina Mann - vocal (2019-atualmente)
- Mareike Makosch - vocal (2011–2014, 2017–atualmente)
- Mats Kurth - drums (1999–atualmente)
- Jörn Langenfeld - guitar (2019-atualmente)
- Kristina Jülich - violin (2019-atualmente)

## Discografia
- Lux Noctis (2007)
- Porta Obscura (2008)
- Fabula Magna (2009)
- Terra Incognita (2011)
- Recreatio Carminis (2013)
- Cantus Lucidus (2014)
- Raben im Herz (2015)
- Secrets of Nature (2017)
- The Eminence of Nature (2019)
- Atmosphere (2021)